# Gettjärnen (Torsåkers socken, Gästrikland)
Gettjärnen är en sjö i Hofors kommun i Gästrikland och ingår i Gavleåns huvudavrinningsområde.